# Две сорванные башни (игра)
Две сорванные башни — компьютерная игра в жанре «приключенческий экшн», разработанная компанией Gaijin Entertainment по мотивам одноименной книги Ст. о./у. Гоблина. Издателем игры выступает фирма 1С. Является прямым продолжением игры Братва и кольцо.

## Сюжет
Игра пародирует трилогию Дж. Р. Р. Толкина Властелин Колец, а также другие известные фильмы и книги (Звёздные войны, Алиса в стране чудес, Звонок, Чужие). Основной сюжет разделен на две линии — «путь пацанов» и «путь хобботов». На протяжении игры игроку предоставляется возможность играть большинством главных персонажей трилогии (Федором Сумкиным, Сеней Ганджубасом, Мерином, Пипином, Агрономом, Логовазом, Гиви и Пендальфом). Каждый уровень игры (кроме пролога и эпилога) представляет собой один из наиболее ярких эпизодов книги Дмитрия Пучкова «Две сорванные башни».

## Рецензии и награды
| Русскоязычные издания | Русскоязычные издания |
| Издание               | Оценка                |
| --------------------- | --------------------- |
| «PC Игры»             | 5,5 / 10              |
| PlayGround.ru         | 3,6 / 10              |
| «Игромания»           | 5,0 / 10              |
| «Страна игр»          | 6,0 / 10              |
| StopGame.ru           | похвально             |

Еще до выхода игра получила награду на КРИ 2009 как «Лучшая экшен-игра».
После релиза игра получила в основном негативные оценки российских игровых изданий. Обозревателями было отмечено низкое качество графики и звукового сопровождения, а также специфический юмор игры. Так, рецензенты журнала Игромания оценили игру на 5 баллов из 10 возможных и заключили:

Если отбросить сомнительный сеттинг, «Две сорванные башни» — разнообразный трехкопеечный экшен.— Журнал «Игромания» №12(147) 2009 год
Рецензент журнала PC Игры в своём обзоре поставил игре 5,5 баллов из 10 возможных и сделал резюме:

Употреблять только поклонникам творчества Гоблина и только в малых дозах. На всякий случай отключив звук.— Журнал «PC Игры» №1 2010 год